# Пам'ятник Олександрові Пушкіну (Ростов-на-Дону)
Пам'ятник Олександрові Сергійовичу Пушкіну (рос. Памятник Александру Сергеевичу Пушкину) в Ростові-на-Дону — пам'ятник в центрі міста Ростова-на-Дону, на перетині вулиці Пушкінській і Ворошиловського проспекту. Автор пам'ятника Г. О. Шульц (архітектор М. А. Мінкус). 
Історія
Пам'ятник був встановлений в 1959 році. Пізніше площу, на якій встановлено монумент, була декорована ліхтарями, стилізованими під роботу XIX століття. Пам'ятник Олександрові Пушкіну є об'єктом культурної спадщини регіонального значення. Перший пам'ятник в Ростові-на-Дону, присвячений літературної тематики.
Скульптура поета, виконана в класичній манері, виготовлена з бронзи і стоїть на високому п'єдесталі червоного кольору, зробленому з граніту. 
У 1992 році пам'ятник Пушкіну був внесений в список державної охорони.
У 1999 році пам'ятник був відреставрований.
Щорічно в день народження поета, 6 червня, жителі Ростова-на-Дону і гості міста покладають квіти до пам'ятника. Тут також збираються шанувальники його творчості, влаштовуються літературні та поетичні вечори. У святкових заходах беруть участь представники об'єднань письменників, державних установ у сфері культури, учні шкіл.
Пам'ятник поету і письменнику з'явився в місті не просто так: Пушкін відвідав Ростов-на-Дону в 1820 році. В цей час він здійснював поїздку на Кавказ в компанії генерала від кавалерії Миколи Миколайовича Раєвського, героя Вітчизняної війни 1812 року і особистого друга Олександра Сергійовича. Завдяки цій подорожі у поета розвинувся інтерес до історії правління Петра I і Катерини II, а також повстань під проводом Степана Разіна і Омеляна Пугачова, на тему яких він написав свої твори. Вигляд Ростова, звичаї його жителі справили враження на молодого Пушкіна, який до цього працював переважно в столичних колах, і це також залишило певний слід у його творчості.

## Галерея

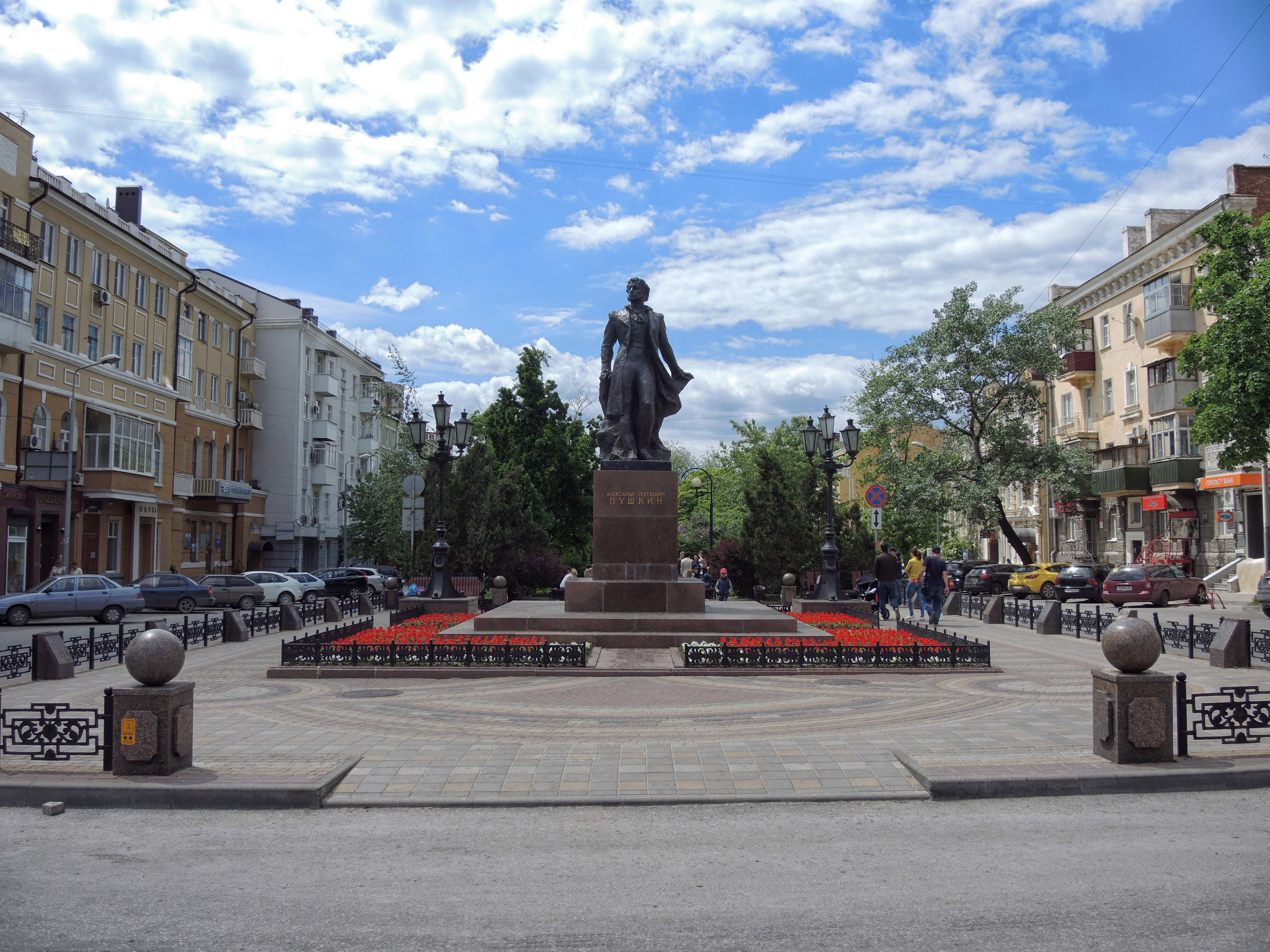

- Файл:GASchultz monumentASPushkin.jpg
- Файл:Наше всё.JPG